# James Holman

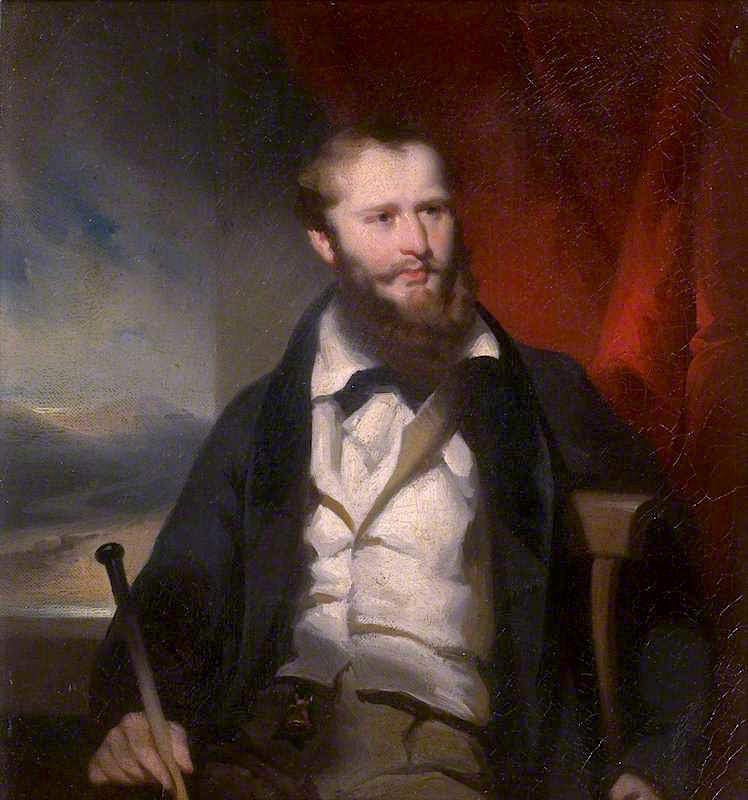
James Holman, 1830, Royal Society Porträt von George Chinnery, gemalt in Canton (Guangzhou).

James Holman (* 15. Oktober 1786 in Exeter; † 29. Juli 1857 in London) war ein britischer Reisender, Abenteurer und Autor, der als Blind Traveller Europa und die Welt bereiste.

## Leben und Krankheit
Geboren als Sohn eines Apothekers trat Holman 1798 in die britische Navy ein, wo er bis zum Lieutenant aufstieg. 1810 erkrankte er an Bord eines Schiffes vor der Küste Amerikas an einer nicht näher bekannten Krankheit, die nicht nur zu permanenten Gelenkschmerzen und Bewegungseinschränkungen führte, sondern ihn im Alter von 25 Jahren vollständig erblinden ließ. Nach anderen Vermutungen handelte es sich bei der Krankheit um eine reine Augenkrankheit und seine Erkrankung des Bewegungsapparates war auf Rheuma zurückzuführen. Rheumatische Erkrankungen waren auch bei jungen Seeleuten in dieser Zeit durch den ständigen Aufenthalt an Deck von nassen, kalten und windigen Schiffen recht häufig.

## Reisen
Nach seiner Rückkehr nach England studierte Holman, ausgestattet mit einer Invalidenversorgung durch die Navy, zunächst Medizin und Literatur an der Universität Edinburgh. Von 1819 bis 1821 schließlich unternahm er die Grand Tour und reiste durch Frankreich, Italien, die Schweiz, Belgien, die Niederlande sowie Teile von Deutschland. Holman machte sich auf all seinen Reisen zahlreiche Notizen unter Zuhilfenahme eines Noctographen, der es blinden Menschen erlaubte zu schreiben. So konnte er nach seiner Rückkehr auch seine Reiseerinnerungen The Narrative of a Journey through France, etc. (1822) veröffentlichen.
Im gleichen Jahr begann Holman eine Weltreise von Westen nach Osten, musste diese jedoch bereits an der sibirischen Stadt Irkutsk beenden, da er von den russischen Behörden der Spionage beschuldigt und nach Polen abgeschoben wurde. Nach seiner Rückreise, die ihn durch Österreich, Sachsen, Preußen und Hannover zurück nach London führte, veröffentlichte er die Reiseerinnerungen Travels through Russia, Siberia, etc. (1825).
In den folgenden Jahren 1827 bis 1832 gelang es Holman dann, die geplante Weltreise zu unternehmen. In den Jahren 1834 bis 1835 erschienen die vier Bände von A Voyage Round the World, including Travels in Africa, Asia, Australasia, America, etc.
Holman starb 1857 in London, als er gerade dabei war, einen Bericht seiner letzten Reise nach Spanien, Portugal, Moldau, Montenegro, Syrien und in die Türkei zu erstellen.

## Wirkung
Die umfangreichen Reisen, die Holman trotz seiner Behinderung durchführen konnte, sowie die detaillierten Reiseberichte, die sich großer Popularität erfreuten, sicherten seine Bekanntheit und seinen Einfluss. Holman war unter anderem Mitglied der Royal Society und der Linné-Gesellschaft. Charles Darwin zitiert seine Weltreiserinnerungen in The Voyage of the Beagle als Quelle für die Flora des Indischen Ozeans. Holmans Kampf gegen die Sklaverei in Äquatorialguinea fand Anerkennung durch die englische Kolonialregierung, die einen Fluss des afrikanischen Landes Holman River nannte.

## Werke
- A Voyage Round the World, Volume I by James Holman Originaltext im Project Gutenberg
- A Narrative of a Journey, undertaken in the years 1819, 1820, and 1821, through France, Italy, Savoy, Switzerland, parts of Germany bordering on the Rhine, Holland, and the Netherlands, etc. London, 1822.
- Travels through Russia, Siberia, Poland, Austria, Saxony, Prussia, Hanover, etc. undertaken during the years 1822, 1823, and 1824, while suffering from total blindness, and comprising an account of the author being conducted a state prisoner from the eastern parts of Siberia. London, 4. Aufl., 1834
- A Voyage Round the World, Including Travels in Africa, Asia, Australasia, America etc. etc. from MDCCCXXVII to MDCCCXXXII. 4 Bände. London: Smith, Elder & Co. 1834